# OpenZFS
OpenZFS是一個開放原始碼軟體專案，於2013年由ZFS檔案系統分支出來，目標在於使其符合開放原始碼的標準，並增進其使用上的便利。ZFS由昇陽電腦開發，現在這個商標由甲骨文公司擁有。ZFS本身也是開放原始碼軟體，但是它採用通用开发与散布许可证（CDDL），與GPL有衝突的地方。
OpenZFS的開發者來自於illumos，Linux，FreeBSD與OS X社群。

## 外部連結
- OpenZFS